# Un visiteur chez le roi Arthur
Pour plus de détails, voir Fiche technique et Distribution.
Un visiteur chez le roi Arthur (ou Le Kid et le Roi ou Un gamin à la cour du roi Arthur ; A Kid in King Arthur's Court) est un film américano-britannico-hongrois réalisé par Michael Gottlieb, sorti en 1995.

## Synopsis
Un garçon découvre une crevasse engendrée par un séisme en Californie et est transporté par magie au royaume médiéval de Camelot.

## Fiche technique
Sauf mention contraire, cette fiche technique est établie à partir d'IMDb.
- Titre original : A Kid in King Arthur's Court
- Titre français : Un visiteur chez le roi Arthur ou Le Kid et le Roi ou Un gamin à la cour du roi Arthur
- Réalisation : Michael Gottlieb
- Scénario : Michael Part, Robert L. Levy (en)
- Direction artistique : Beata Vavrinecz
- Décors : László Gárdonyi (création des décors)
- Costumes : Maria Hruby
- Photographie : Elemér Ragályi (hu)
- Son : Roger Savage
  - Montage son : Martin Bayley, James Harvey, Gavin Myers, Gareth Vanderhope
- Montage : Anita Brandt Burgoyne, Michael Ripps
- Musique : J. A. C. Redford (Jonathan Alfred Clawson Redford)
- Effets spéciaux : Gábor Balog
  - Coordinateur des effets spéciaux : Ferenc Ormos
  - Ingénieur pyrotechnique : Gyula Krasnyánszky
  - Pyrotechnicien : Attila Varsányi
- Maquillage : Julia Vitray
- Coiffure : Jánosné Kajtár
- Cascades : Sandor Bertalan, Sándor Boros, László Imre, Péter Katona, Levente Lezsák
  - Coordinateur de cascades : Béla Unger
- Production : Peter Abrams (de), J.P. Guerin, Robert L. Levy (en)
  - Producteur exécutif : Louise Rosner
  - Producteur délégué :	Mark Amin
  - Coproducteur : Andrew Hersh, Jonathon Komack Martin
  - Producteur associé : Megan F. Ring
- Société de production : Walt Disney Pictures, Tapestry Films, Trimark Pictures
- Société de distribution : Buena Vista Pictures (États-Unis), Gaumont Buena Vista International (France)
- Pays d’origine :  États-Unis,  Royaume-Uni,  Hongrie
- Langue originale : anglais
- Format : Couleur (Technicolor) - 35 mm - 1,85:1 - Son : Dolby Digital
- Genre : Aventure, Fantastique, Comédie
- Durée : 89 minutes (1 h 29)
- Dates de sortie : 
  - États-Unis : 11 août 1995
  - France : 7 avril 1998 (directement en VHS)

## Distribution
- Daniel Craig (VF : Thierry Ragueneau) : Maître Kane
- Joss Ackland : roi Arthur
- Paloma Baeza : princesse Katey
- Thomas Ian Nicholas (VF : Christophe Lemoine) : Calvin Fuller
- Ron Moody : Merlin
- Kate Winslet : princesse Sarah
- Art Malik : Lord Belasco
- David Tysall : Ratan
- Barry Stanton : Blacksmith
- Michael Mehlmann : propriétaire du magasin
- Melanie Oettinger : une paysanne

## Sorties internationales
Sauf mention contraire, les sorties internationales sont issues de l'IMDb.

### Sorties cinéma
- États-Unis : 11 août 1995
- Turquie : 1er décembre 1995
- Allemagne : 18 janvier 1996
- Brésil : 9 février 1996
- Espagne : 28 février 1996
- Italie : 23 août 1996

### Sorties directement en vidéo
- Royaume-Uni : 31 janvier 1996
- Japon : 20 avril 1996
- France : 16 mars 2017 (VOD)[3]

## Box-office
Sauf mention contraire, les informations suivantes sont issues de Box Office Mojo.
- Budget : 15 000 000 $ (USD) (estimation)[5]
- Recettes du 1er week-end aux États-Unis : 4 315 310 $ (USD) (du 11 août 1995 au 13 août 1995)
- Recettes aux États-Unis : 13 406 717 $ (USD)

## Récompenses et distinctions
Sauf mention contraire, les récompenses et distinctions sont issues de l'IMDb.

### Nominations
- 1996 : Young Artist Awards - Meilleur second rôle masculin dans un film pour Thomas Ian Nicholas

## Ouvrages le mentionnant
- Jacques Demange, Kate Winslet, la discrète, 2023.
- Laurent Lavoie, Utopia, 2001.